# Самогартівна сталь
Самогартівна́ сталь (англ. self-hardening steel чи англ. air-hardening steel) або мюшетова сталь (англ. Mushet steel, також відома як англ. Robert Mushet's Special Steel, RMS) — інструментальна сталь, вважається як першою швидкорізальною сталлю, так і першою сталлю, що гартується при охолодженні на повітрі. Її було винайдено у 1868 британським металургом Робертом Мюшетом. До появи мюшетової сталі, для досягнення твердості при гартуванні сталь слід було охолоджувати в рідині (наприклад, воді чи оливі). Подальші дослідження мюшетової сталі згодом привели до винайдення швидкорізальних сталей.

## Характеристика
Хімічний склад самогартівної сталі варіюється: вольфрам є основним легувальним елементом, що може міститись у кількостях від 4 до 12 %, а також до складу входить манган (2…4 %) і вуглець (1,5…2,5 %). Типовий варіант такої сталі має такий склад: 9 % W, 2,5 % Mn і 1,85 % C.
Самогартівна сталь має вищу твердість, ніж загартована у воді звичайна сталь. Було виявлено, що самогартівну сталь можна найкраще загартувати, піддавши її повітряному обдуванню після кування.

## Використання
Самогартівна мюшетова сталь в основному використовувалася для виготовлення металорізального інструменту завдяки своїй здатності зберігати твердість при високих температурах.
У 1894 американський інженер Фредерік Тейлор провів порівняльні випробування сталі Мюшета і високовуглецевої сталі. Він встановив, що різальним інструментом з першої можна обробляти тверді сталі на 41…47 % більших швидкостях і приблизно на 90 % швидше різати низьковуглецеві (м'які) сталі. Він також виявив, що якщо в ролі охолоджувальної рідини використовувати потік води, то швидкість різання можна було б збільшити на 30 %. До досліджень Тейлора самогартівну сталь широко використовували, бо вона при використанні як інструментальний матеріал мала більший період стійкості (час між повторними заточуваннями різального інструменту) або для обробки твердих матеріалів. Після публікації результатів випробувань Тейлора мюшетова та інші види самогартівних сталей стали популярними в металообробці.
У 1899 і 1900 роках Фредерік Тейлор і Мансел Вайт провели серію експериментів із процесами термообробки мюшетової сталі та інших різновидів самогартівних сталей. Вони виявили, що якщо перед гартуванням сталь нагрівається майже до точки плавлення, це приводить до утворення при гартуванні міцнішого металу. Такий сплав зберігав у подальшому свою твердість аж до червоного нагрівання (понад 600 °C), тобто характеризувався червоностійкістю. Цей тип таким способом загартованої самогартівної сталі фактично став першою швидкорізальною сталлю. З поширенням швидкорізальної сталі самогартівна сталь вийшла з ужитку.
Часто всі швидкорізальні сталі відносять помилково до самогартівних (на жаргоні — «самокал»). Це неправильно, оскільки сучасні марки швидкорізальних сталей для досягнення максимальних характеристик потребують значно складніших режимів термооброблення (ступінчасте охолодження при гартуванні та багаторазові відпуски).